# Suniops
Suniops es un género de gorgojos de la familia Attelabidae. En 1929 Voss describió el género. Esta es la lista de especies que lo componen:
- Suniops aerosus  (Pascoe, 1874)
- Suniops apicalis (Voss, 1933)
- Suniops blandus (Voss, 1928)
- Suniops boviei (Voss, 1924)
- Suniops cribrarius (Voss, 1933)
- Suniops cupreus (Voss, 1933)
- Suniops cuprinus (Voss, 1956)
- Suniops cupripennis (Voss, 1933)
- Suniops cyaneoviridis  Legalov, 2007
- Suniops dentatus (Voss, 1924)
- Suniops elongatus (Voss, 1925)
- Suniops fuscocupreus (Voss, 1933)
- Suniops gorochovi  Legalov, 2003
- Suniops gratiosus (Voss, 1925)
- Suniops igniceps (Voss, 1937)
- Suniops indonesicus  Legalov, 2007
- Suniops jucundus (Voss, 1933)
- Suniops martini  Legalov, 2007
- Suniops menghunsis  Legalov & Liu, 2005
- Suniops mesosternalis (Voss, 1935)
- Suniops michailovi  Legalov, 2007
- Suniops palawanus (Voss, 1924)
- Suniops parvulus (Voss, 1933)
- Suniops plicatus  (Pascoe, 1874)
- Suniops rufitarsis (Voss, 1933)
- Suniops schultzei (Voss, 1922)
- Suniops scutellaris (Voss, 1924)
- Suniops semicupreus (Voss, 1924)
- Suniops semimetallicus (Voss, 1935)
- Suniops subdentatus (Voss, 1935)
- Suniops turbaticollis (Voss, 1933)
- Suniops viridulus (Voss, 1933)
- Suniops walshi (Voss, 1937)
- Suniops willemoesi  (Baer, 1886)